# Salvatore Pennacchio

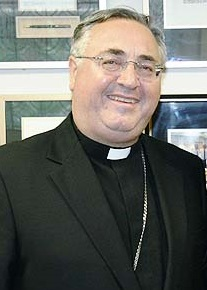
Erzbischof Salvatore Pennacchio

Wappen von Salvatore Pennacchio

Salvatore Pennacchio (* 7. September 1952 in Marano di Napoli, Provinz Neapel, Italien) ist römisch-katholischer Erzbischof und Diplomat des Heiligen Stuhls sowie Präsident der Päpstlichen Diplomatenakademie.

## Leben
Salvatore Pennacchio empfing am 18. September 1976 durch Bischof Antonio Cece das Sakrament der Priesterweihe für das Bistum Aversa.
Am 28. November 1998 ernannte ihn Papst Johannes Paul II. zum Titularerzbischof von Montemarano und bestellte ihn zum Apostolischen Nuntius in Ruanda. Die Bischofsweihe spendete ihm der Papst persönlich am 6. Januar des folgenden Jahres; Mitkonsekratoren waren der Offizial im Staatssekretariat des Heiligen Stuhls, Kurienerzbischof Giovanni Battista Re, und der Sekretär der Kongregation für die Bischöfe, Kurienerzbischof Francesco Monterisi. Am 20. September 2003 wurde Salvatore Pennacchio Apostolischer Nuntius in Thailand, Singapur, Kambodscha sowie Apostolischer Delegat in Myanmar, Laos, Malaysia und Brunei. Am 8. Mai 2010 ernannte ihn Papst Benedikt XVI. zum Apostolischen Nuntius in Indien und am 13. November desselben Jahres zudem zum Apostolischen Nuntius in Nepal. Am 6. August 2016 ernannte ihn Papst Franziskus zum Nuntius in Polen. Papst Franziskus bestellte am 8. August 2023 Antonio Filipazzi zu seinem Nachfolger in Polen.
Am 25. Januar 2023 ernannte ihn Papst Franziskus zum Präsidenten der Päpstlichen Diplomatenakademie.
Am 18. März 2023 ernannte ihn der Papst zum Mitglied der Sektion für die Erstevangelisierung und die neuen Teilkirchen im Dikasterium für die Evangelisierung.